# Eriocaulon angustifolium
Eriocaulon angustifolium är en gräsväxtart som beskrevs av Friedrich August Körnicke. Eriocaulon angustifolium ingår i släktet Eriocaulon och familjen Eriocaulaceae. Inga underarter finns listade i Catalogue of Life.